# Гаїчка архіпелагова
Гаїчка архіпелагова (Sittiparus olivaceus) — вид горобцеподібних птахів родини синицевих (Paridae).

## Поширення
Ендемік островів Яеяма на півдні Японії.

## Спосіб життя
Харчується павуками, комахами та насінням. Пара тримається разом цілий рік і захищає свою територію. Розмножується з березня по серпень.